# Зачепилівська волость
Зачепилівська волость — адміністративно-територіальна одиниця Костянтиноградського повіту Полтавської губернії з центром у селі Зачепилівка.
Старшинами волості були:
- 1900—1904 роках Володимир Іванович Цуканов[1][2];
- 1913—1915 роках Василь Андрійович Долгоруков[3][4].